# Collapse into Now
Collapse into Now – piętnasty studyjny album amerykańskiej grupy rockowej R.E.M., wydany 7 marca 2011 roku przez Warner Bros. Records.

## Lista utworów
Autorami wszystkich utworów są Peter Buck, Mike Mills i Michael Stipe, chyba że napisano inaczej.
1. Discoverer — 3:31
2. All the Best — 2:48
3. Überlin — 4:15
4. Oh My Heart — (Buck, Mills, Stipe i Scott McCaughey) — 3:21
5. It Happened Today — 3:49
6. Every Day Is Yours to Win — 3:26
7. Mine Smell Like Honey — 3:13
8. Walk It Back — 3:24
9. Alligator_Aviator_Autopilot_Antimatter — 2:45
10. That Someone Is You — 1:44
11. Me, Marlon Brando, Marlon Brando and I — 3:03
12. Blue— (Buck, Mills, Stipe i  Patti Smith) — 5:46

## Twórcy
- Peter Buck — gitara, gitara basowa, mandolina, produkcja
- Mike Mills — gitara basowa, gitara, śpiew, instrumenty klawiszowe, produkcja
- Michael Stipe — śpiew, produkcja